# Madrignano (Calice al Cornoviglio)
Madrignano (Madrignàn in dialetto locale) è una frazione di 26 abitanti nel comune di Calice al Cornoviglio, nella media Val di Vara, in provincia della Spezia.

## Storia
Antichissimo feudo, il borgo è già ricordato nel diploma di Ottone I del 963. Probabilmente di origine romana, il suo nucleo originario più antico si può identificare con Provvedasco. Soffrì le dispute dei vescovi di Luni e dei Malaspina, dei Fieschi e della Repubblica di Genova, per poi essere annesso al Granducato di Toscana nel 1770.
Dalla Toscana passò alla Liguria nel 1923 assieme a Calice al Cornoviglio, quando il comune venne compreso nella neonata provincia della Spezia.

## Monumenti e luoghi d'interesse

### Architetture religiose
- Chiesa parrocchiale dei Santi Margherita e Nicolò, risalente al XVI secolo, con architettura semplice, ornata da cinque pregevoli statue marmoree, con alla base l’iscrizione "Moroello sub te imperante" datate 1654, in riferimento alla dominazione malaspiniana.[2] L'edificio passò una prima volta dalla Diocesi di Luni-Sarzana a quella di Pontremoli nel 1787, poi a Massa-Apuania nel 1901 e, infine, alla Diocesi di Brugnato l’11 ottobre 1959.[3]

### Architetture militari
- Castello di Madrignano.